# 東海県
東海県（とうかい-けん）は、中華人民共和国江蘇省に位置する省直轄の県であり、しばらくの間、連雲港市の代理管轄下に置かれている。

## 歴史
南北朝時代、北斉により設置された広饒県を前身とする。間もなく県内の一部に東海県が設置されたが、隋代が成立すると間もなく広饒県として統合された。601年（仁寿元年）には広饒県は東海県と改称された。
元代になると1283年（至元20年）に朐山県に統合、更に明代になると海州の直轄となっている。
1912年（民国元年）、州制廃止に伴い東海県が再設置され現在に至る。

## 行政区画
- 街道:牛山街道、石榴街道
- 鎮:白塔埠鎮、黄川鎮、石梁河鎮、青湖鎮、温泉鎮、双店鎮、桃林鎮、洪荘鎮、安峰鎮、房山鎮、平明鎮、曲陽鎮、山左口鎮
- 郷:駝峰郷、李埝郷、石湖郷、張湾郷

## 出身者
- 朱自清 - 詩人、散文家。
- 徐則臣 - 小説家。
- 張元 - 映画監督。